# Alfred Portielje
Alfred Johannes Victor Portielje (Antwerpen, 19 juni 1883 – 7 september 1965) was een Antwerps architect.

## Biografie
Alfred Portielje, geboren op 19 juni 1883 in Antwerpen, kwam uit een welgestelde en bekende Antwerpse familie. Hij was het enige kind van kunstschilder Gerard Portielje en Caroline-Henriëtte Andreikovits.
Van 1900 tot 1906 volgde hij bouwkundelessen aan de Koninklijke Academie voor Schone Kunsten in Antwerpen. Hij kreeg er onder andere les van Ernest Dieltiens en Jules Bilmeyer.
Vanaf 1907 zien we zijn eerste architecturale werken. In 1908 werd Portielje lid van de Koninklijke Maatschappij der Bouwmeesters te Antwerpen. In 1955, ontving hij hier een beroepsereteken en in 1957 een zilveren palm.
Portielje trouwde op 29 juli 1911 in Greenwich, Londen, met Lilian Millicent Ebner. In 1912 kreeg hij een zoon Donald en in 1918 een dochter Nellie. Tijdens de Eerste Wereldoorlog vluchtte hij naar Groot-Brittannië waar hij verbleef tot begin 1919 en waar hij inspiratie opdeed voor zijn latere cottage ontwerpen. 
Na een twintigtal jaar als zelfstandig architect actief te zijn geweest vormde hij tussen 1926 en 1934 een succesvol collectief met Jan De Braey zoon van architect en Antwerps bouwmeester Michel De Braey. Ze bouwden voornamelijk luxeappartementen zowel in de traditionele beaux-arts- en cottagestijl als de gematigde art deco. Van 1935 tot 1940 werkte Portielje samen met zijn zoon Donald, die ook architect was. Hun latere werken vertonen een modernere bouwstijl, die zich bevindt tussen gematigde art-deco en een ingetogen vorm van modernisme. Portielje bleef als architect actief tot halverwege de jaren 1950. In de laatste jaren van zijn carrière ontwierp hij voornamelijk enkele villa's in traditionele stijl voor de nieuwe parkwijk Den Brandt in Wilrijk.
Portielje overleed op 82-jarige leeftijd en ligt begraven op het Schoonselhof in het familiegraf door hem ontworpen.

## Bouwwerken (selectie)
Het meest bekende gebouw van architect Portielje is het British Dominions House uit de vroege jaren 1920, dat een prominente plaats inneemt op de hoek van de Meir en de Huidevetterstraat in Antwerpen. Dit monumentale kantoorgebouw bevindt zich naast een ander kantoorgebouw dat hij in 1910 heeft ontworpen voor General Accident Fire & Life.

###### Als zelfstandig architect
In 1907 ontwierp hij zijn eerste woning voor een familielid in de Arthur Goemarelei te Antwerpen, deze woning in cottagestijl werd echter gesloopt. Landhuis Sunny Home, een cottagevilla met art nouveau-invloeden in Schoten, werd in 1909 ontworpen door Portielje en is daarmee zijn vroegst bewaarde realisatie.
- Schoten, Villa Sunny Home, Grote Singel 11 (1909)[3]
- Antwerpen, General Buildings, Meir 14 (1910)[4]
- Antwerpen, Mechelsesteenweg 207 (1912)[5]
- Antwerpen, Corn Products Company, Prinsstraat 32-34 (1920)[6]
- Antwerpen, Jan Van Rijswijcklaan 109 (1922)[7]
- Antwerpen, Korte Lozanastraat 5 (1923)
- Antwerpen, British Dominions House, Meir 12 (1923)[8]
- Antwerpen, Van Putlei 58 (1923)[9]
- Antwerpen, Belgiëlei 187 (1925)[10]

###### Collectief met Jan De Braey
- Antwerpen, Belgiëlei 183-185 (1926)[11]
- Antwerpen, Jan Van Rijswijcklaan 284-290 (1926)[12]
- Antwerpen, Sorbenlaan 12 (1926)[13]
- Berchem, School, Bikschotelaan (1928)[14]
- Antwerpen, Arthur Goemaerelei (1928)[15]
- Antwerpen, De Merodelei 31 (1929)[16]
- Antwerpen, Hazelerenstraat 16 (1931)[17]
- Antwerpen, Jan Van Rijswijcklaan 261 (1931)[18]
- Antwerpen, Jan Van Rijswijcklaan 277 (1932)[19]
- Antwerpen, Jan Van Rijswijcklaan 33-35 (1932)[20]

###### Collectief met Donald Portielje
- Antwerpen, Handelsgebouw Gérard Koninckx Frères, Ankerrui 1 (1935)[21]
- Antwerpen, Vlaamsekunstlaan 13 (1935)[22]
- Antwerpen, Acacialaan 14 (1938)[23]

## Galerij

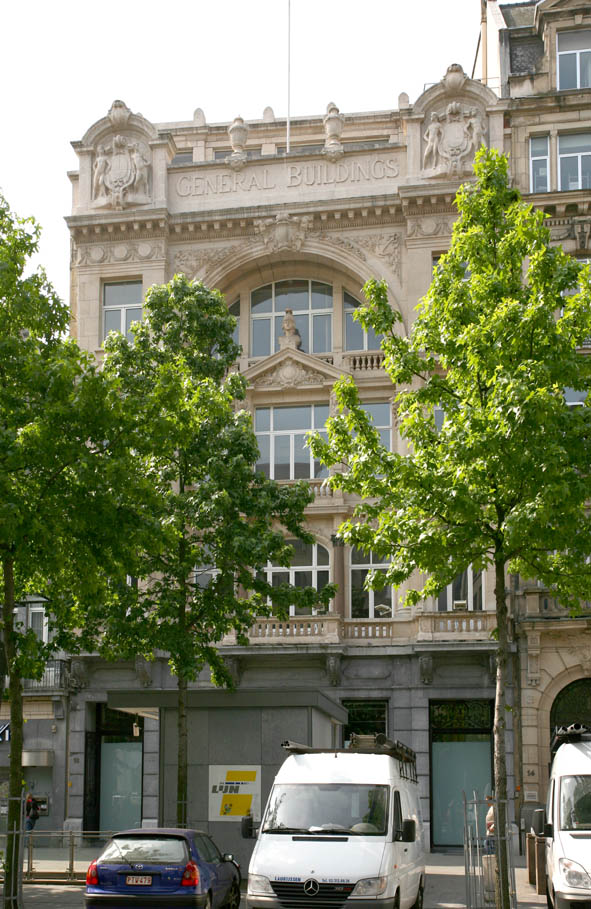
General Buildings,Meir Antwerpen
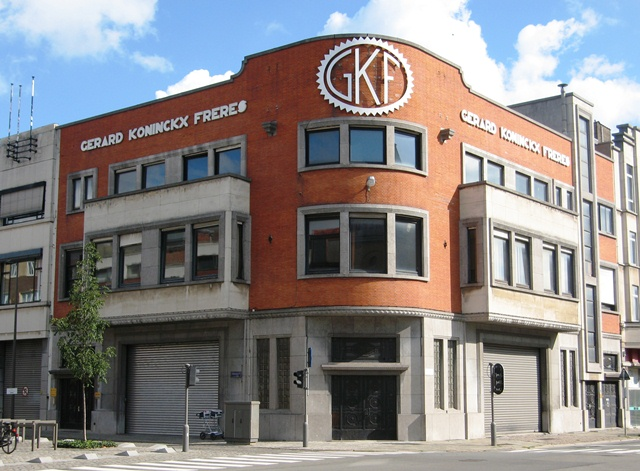
Ankerrui 1, Antwerpen
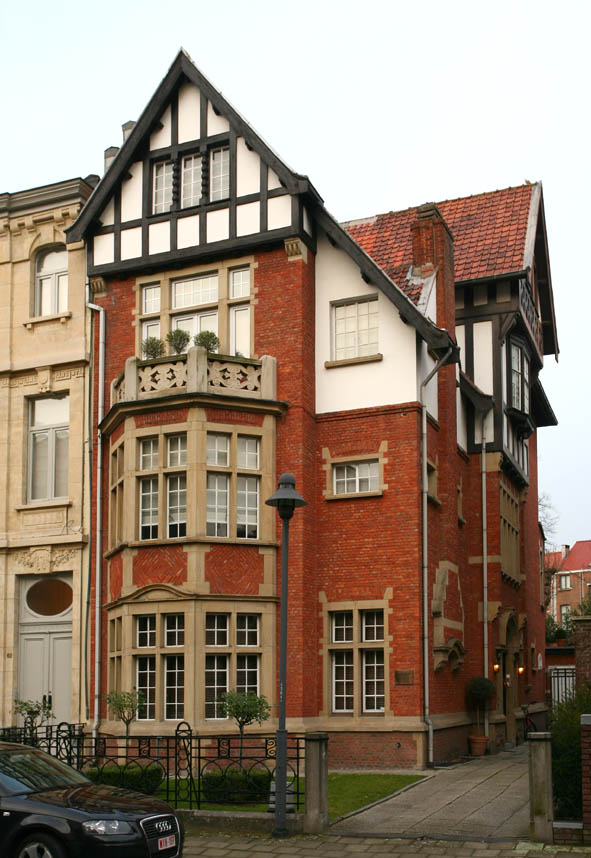
Van Putlei 58, Antwerpen
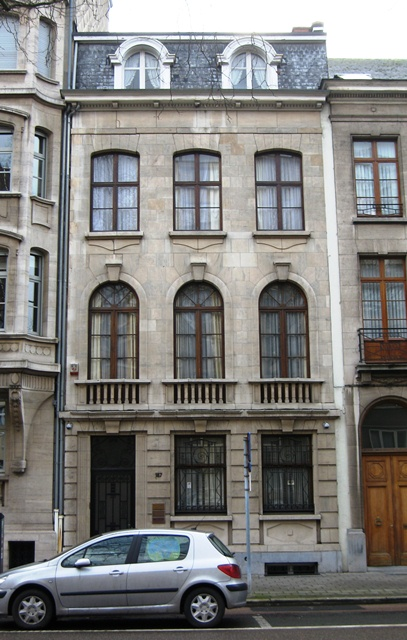
Belgiëlei 187, Antwerpen